# Kaap Naturaliste
Kaap Naturaliste (Engels: Cape Naturaliste) is een kaap in de regio South West in West-Australië. Het meest nabijgelegen dorpje is Dunsborough op 13 kilometer afstand. De stad Busselton ligt 37 kilometer naar het zuidwesten. Kaap Naturaliste is het meest noordelijke punt van de Leeuwin-Naturaliste-heuvelrug en scheidt de relatief beschutte wateren in de Geographebaai van de zuidelijke Indische Oceaan.

## Geschiedenis
De oorspronkelijke bewoners van de kuststreek zijn de Wardandi Nyungah Aborigines. Ze noemen de kaap Kwirreejeenungup. Het aborigineswoord betekent "plaats met het mooie uitzicht".
De kaap werd begin 19e eeuw door de Franse ontdekkingsreiziger Nicolas Baudin vernoemd naar de Naturaliste, een van zijn schepen. De Fransen waren de kust van Nieuw-Holland in kaart aan het brengen. Zeker 12 schepen kwamen in nood door de rotsen van kaap Naturaliste. 
Op 8 juli 1840 zonken drie Amerikaanse walvisjagers tijdens een storm : de Samuel Wright, de North America en de Governor Endicott. In 1844 zonk het schip Halcyon. De Day Dawn, de Gaff en de Dao sloegen allemaal te pletter. In 1895 werd het 684 ton zware, met jarrah beladen, Deense schip Phoenix op de kust stukgeslagen. De Paragon verging hetzelfde lot. In 1907 brak brand uit op de Carnarvon Castle. 14 drenkelingen konden na weken in reddingsboten overleefd te hebben aansterken in de kwartieren van de vuurtorenconciërge. In juli dat jaar sloeg een vuurbal in op de vuurtoren en de kwartieren.
In 1862 werd de Cape Farm door William Curtis gevestigd aan de Bunker-baai. Het haalde zoet water uit het Jingie-meer.

## Vuurtoren

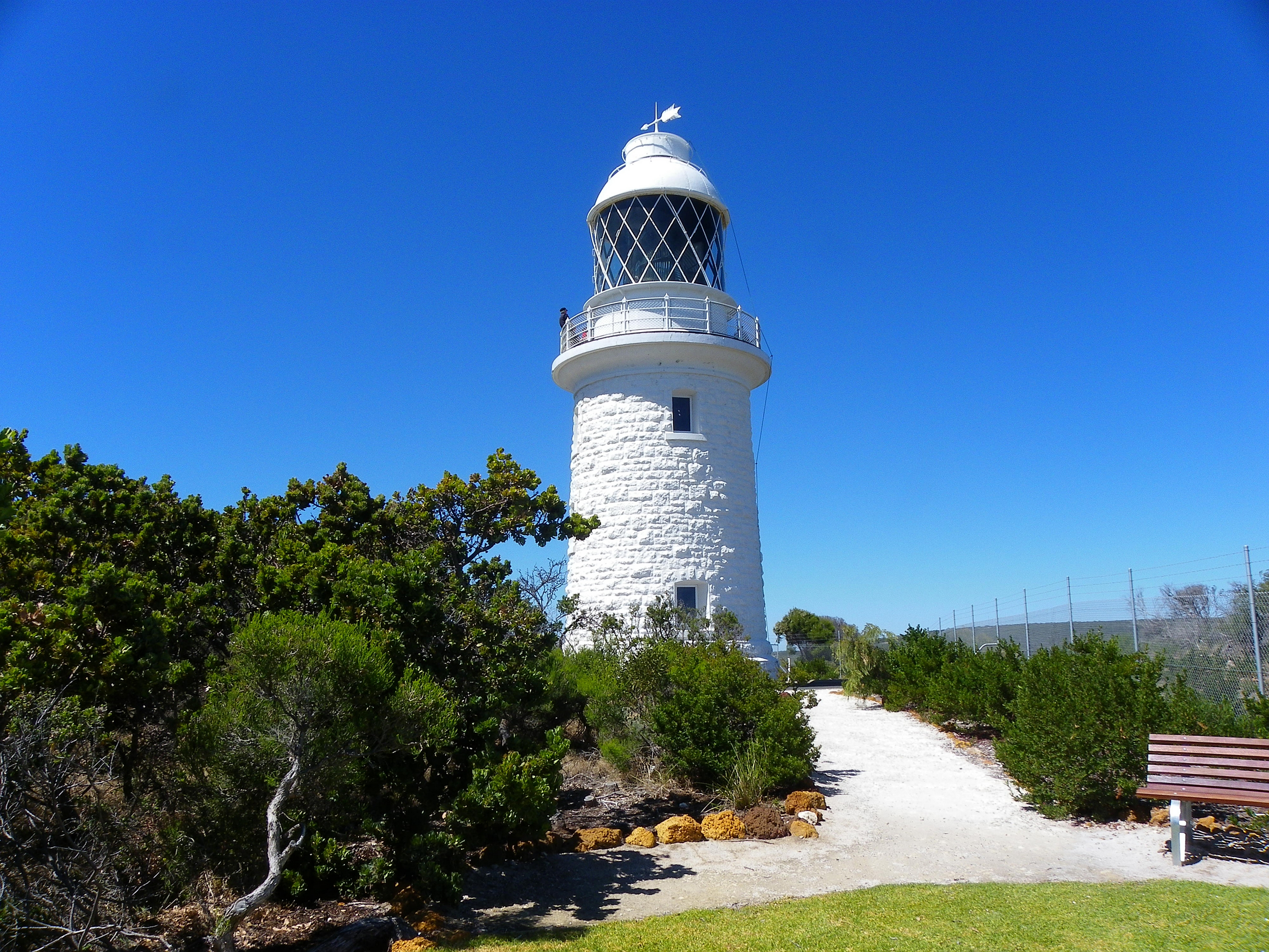
Vuurtoren Kaap Naturaliste

Tot 1873 werden schepen met passagiers en goederen tot Busselton geleid aan de hand van een ton op een 30 meter hoge staak. Later werd er 's nachts ook een lantaarn aan gehangen. In 1873 werd een houten vuurtoren gebouwd die The Lighthouse werd genoemd.
In 1896 werd aangevangen met de bouw van een vuurtoren op kaap Naturaliste door de dringende behoefte aan navigatiehulpmiddelen in de zuidwestelijke wateren van West-Australië. De bouw liep vertraging op door financieringsproblemen in de oostelijke kolonies. De West-Australische koloniale overheid besloot later tot de financiering. De West-Australische hoofdingenieur C.S.R. Palmer was de voornaamste ontwerper en hielp met zijn opgedane kennis ook mee aan de bouw van vuurtorens elders. De vuurtoren werd gebouwd uit kalksteen die anderhalve kilometer verder in Bunker Bay met ossenwagens werd opgehaald. De plaats waar de kalksteen gedolven werd, wordt nu The Quarry genoemd. De lens en het draaistel die 12,5 ton wogen werden op ossenwagens geladen in Eagle Bay. Een ton kwik viel tijdens het lossen overboord. Een zeeman dook het achterna maar verloor daarbij het leven. De zware ton werd nooit meer terug gevonden. De Cape Naturaliste Lighthouse werd uiteindelijk afgeleverd in 1904. Vuurtorens wonnen aan belang. In 1909 keurde de regering Deakin een wet goed waarbij een stuurgroep werd opgericht die informatie diende te verzamelen over de werking van vuurtorens.
Op 1 juli 1915 werden de vuurtorens van kaap Leeuwin en kaap Naturaliste eigendom van de overheid. In juli 1978 werd de werking van de vuurtoren geautomatiseerd. Stilaan werd het publiek tot de vuurtoren toegelaten en werd deze een toeristische attractie. In 1992 werden er een museum en een toerismekantoor in ondergebracht.

## Toerisme
Kaap Naturaliste maakt deel uit van het Nationaal park Leeuwin-Naturaliste. Er zijn verscheidene wandelpaden :
- Cape to Cape Track: een 125 kilometer lang pad dat door duinen, over stranden en door bossen slingert.[7] De 'Access for More'-sectie tussen Cape Naturaliste Lighthouse en Sugarloaf Rock is 3,5 kilometer lang waarvan meer dan een kilometer over een houten vlonderpad.
- Cape Naturaliste Track : een 4 kilometer lang wandelpad langs de noordwestkant van de kaap.
- Whale Lookout Walk: een 2,5 kilometer lange wandeling over onder meer vlonderpaden en met uitkijkpunten vanwaar men van juli tot begin december  walvissen kan spotten.
- Bunker Bay Loop: een wandeling die leidt naar een klif met een weids uitzicht. Men kan uitrusten op een uitkijkplatform dat Shelley Cove overziet met in de verte zicht op Geographe Bay.

In het Nationaal park Leeuwin-Naturaliste zijn verscheidene grotten, waarvan enkele publiek toegankelijk zijn. De Ngilgi Cave ligt bij Yallingup.

## Klimaat
| Maand                                  | jan  | feb  | mrt  | apr  | mei   | jun   | jul   | aug   | sep  | okt  | nov  | dec  | Jaar  |
| -------------------------------------- | ---- | ---- | ---- | ---- | ----- | ----- | ----- | ----- | ---- | ---- | ---- | ---- | ----- |
| Gemiddeld maximum (°C)                 | 25,5 | 25,9 | 24,5 | 21,9 | 19,3  | 17,4  | 16,4  | 16,5  | 17,4 | 18,9 | 21,5 | 23,6 | 20,7  |
| Gemiddeld minimum (°C)                 | 15,2 | 15,7 | 15,1 | 13,9 | 12,6  | 11,5  | 10,4  | 10,1  | 10,4 | 11,0 | 12,5 | 13,9 | 12,7  |
|                                        |      |      |      |      |       |       |       |       |      |      |      |      |       |
| Neerslag (mm)                          | 10,9 | 11,3 | 22,8 | 43,0 | 114,4 | 161,7 | 160,4 | 112,7 | 75,9 | 48,9 | 25,5 | 13,6 | 801,1 |
| Regendagen (dag)                       | 1,9  | 1,9  | 3,2  | 6,6  | 13,1  | 16,8  | 18,9  | 16,6  | 12,8 | 8,9  | 5,0  | 2,8  | 108,5 |
| Relatieve luchtvochtigheid (%)         | 62   | 65   | 68   | 73   | 77    | 79    | 79    | 78    | 75   | 71   | 67   | 63   | 71,4  |
| Bron: Australian Bureau of Meteorology |      |      |      |      |       |       |       |       |      |      |      |      |       |